# Сундар Пічаї
Пічаї Сундарараджан (народився 10 червня 1972), більш відомий як Сундар Пічаї ([ˈsʊndɑr pɪˈtʃaɪ]) — індійсько-американський бізнесмен, головний виконавчий директор (CEO) компанії Alphabet Inc. та її дочірньої компанії Google.
Сундар народився в Мадураї, Індія, здобув ступінь з металургійної інженерії в Технологічному інституті Харагпуру. Переїхавши до Сполучених Штатів, він отримав ступінь магістра в галузі матеріалознавства та інженерії в Стенфордському університеті, а потім здобув ступінь магістра ділового адміністрування у Вортонській школі бізнесу Університету Пенсільванії, де став стипендіатом програм Siebel та Palmer Scholar.
Пічаї почав свою кар'єру як інженер з матеріалознавства. У 2004 році, після короткої роботи в консалтинговій фірмі McKinsey, Пічаї приєднався до Google, де очолив роботу з управління продуктами та інновацій для набору клієнтських програмних продуктів Google, включаючи Google Chrome і ChromeOS, а також ніс значну відповідальність за Диск Google. Крім того, він наглядав за розробкою інших програм, таких як Gmail і Google Maps. У 2010 році Пічаї анонсував відкритий вихідний код нового відеокодека VP8 від Google і представив новий відеоформат WebM. Chromebook вийшов у 2012 році. Надалі список продуктів Google, якими керував Пічаї, поповнився Android.
Сундар Пічаї був призначений директором з продуктів Google, а 10 серпня 2015 року його було обрано генеральним директором компанії. 24 жовтня 2015 року він вступив на нову посаду після завершення формування нової холдингової компанії для сімейства компаній Google — Alphabet Inc. До ради директорів Alphabet він увійшов у 2017 році.
Пічаї входив до щорічного списку 100 найвпливовіших людей за версією Time у 2016 та 2020 роках.

## Молодість та освіта
Пічаї народився в Мадураї, Таміл Наду, Індія. Його мати Лакшмі була стенографісткою, а батько, Регуната Пічаї — інженером-електриком у британському конгломераті General Electric Company. Батько також володів фабрикою з виробництва електричних компонентів.
Сундар закінчив старшу середню школу Jawahar Vidyalaya в Ашок Нагарі (Ченнаї), а також XII клас школи Вана Вані в Технологічному інституті Мадрасу. Здобувши ступінь з металургійної інженерії в Харагпурі, він став видатним випускником цього закладу. Пічаї отримав ступінь магістра в галузі матеріалознавства та інженерії Стенфордського університету та ступінь магістра ділового адміністрування у Вортонської школі Університету Пенсільванії, де став стипендіатом програм Siebel та Palmer Scholar.

## Кар'єра

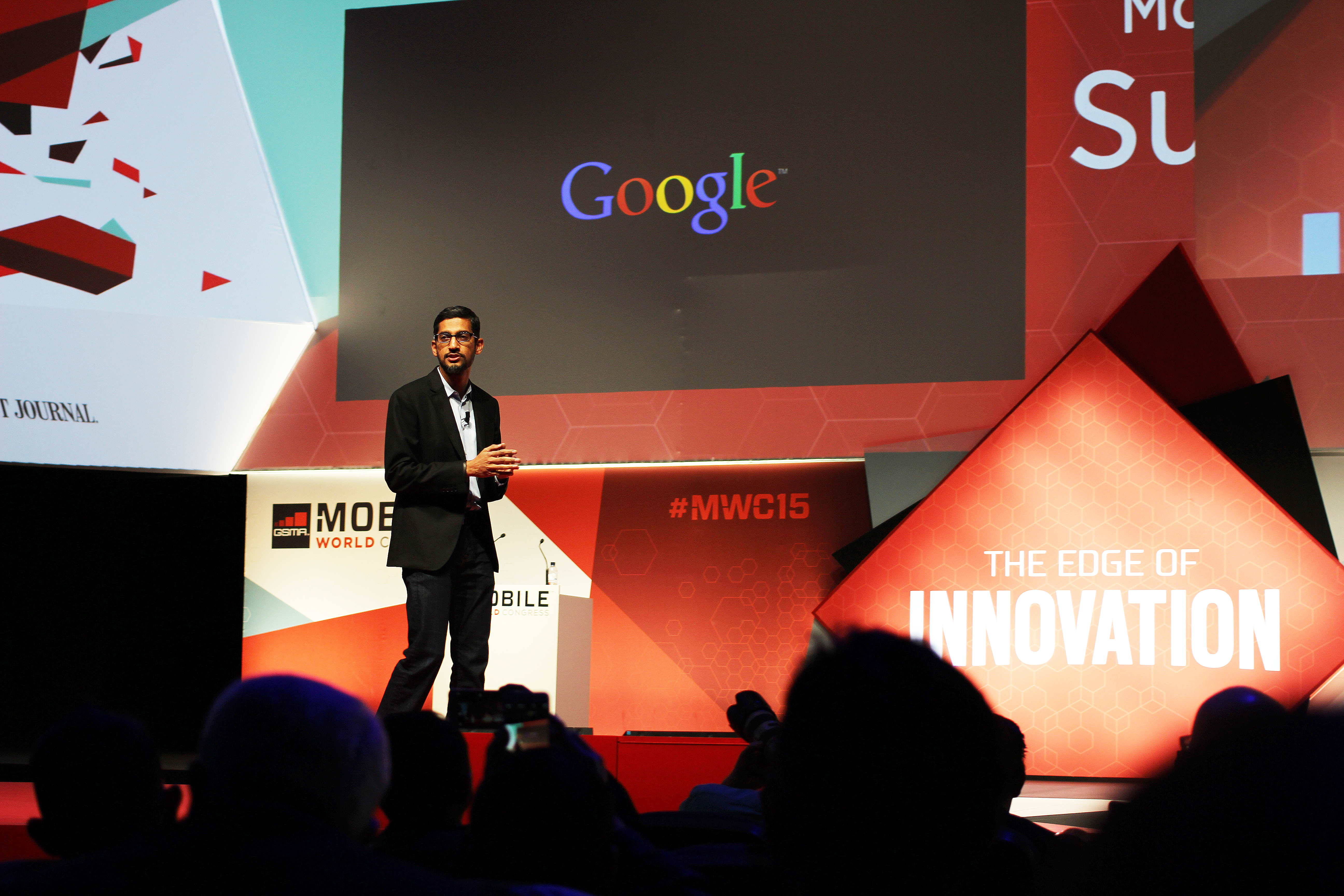
Пічаї виступає на Mobile World Congress 2015 у Барселоні, Іспанія

Пічаї працював у сфері розробки та управління продуктом в Applied Materials і в управлінському консалтингу у McKinsey & Company. Він приєднався до Google у 2004 році, де очолював напрями менеджменту та інноваційної діяльності лінійок клієнт-орієнтованих продуктів Google, включаючи Google Chrome і ChromeOS, а також відповідав за Диск Google. Також продовжував наглядати за розробкою інших програм, таких як Gmail і Google Maps. 19 листопада 2009 року Пічаї продемонстрував ChromeOS; Chromebook був випущений для випробувань і тестування в 2011 році, а публічний реліз відбувся у 2012 році. 20 травня 2010 року він оголосив про відкритий доступ до нового відеокодека VP8 від Google та представив новий відеоформат WebM.
13 березня 2013 року Android додався до списку продуктів Google, якими керував Пічаї (раніше ним опікувався Енді Рубін). Сундар також був директором Jive Software з квітня 2011 року по 30 липня 2013 року, а після того працював директором з продуктів Google. 10 серпня 2015 року його було обрано генеральним директором компанії. 24 жовтня 2015 року він вступив на нову посаду після завершення формування нової холдингової компанії для сімейства компаній Google — Alphabet Inc.
У 2014 році Пічаї пропонували спробувати обійняти посаду генерального директора Microsoft, але врешті її отримав Сатья Наделла.
У серпні 2017 Пічаї звільнив співробітника Google, який написав десятисторінковий маніфест із критикою політики компанії щодо різноманітності.
У грудні того ж року Пічаї був доповідачем на Всесвітній інтернет-конференції в Китаї, де заявив, що «велика частина роботи Google полягає в тому, щоб допомогти китайським компаніям. У Китаї є багато малих і середніх підприємств, які користуються перевагами Google, щоб продавати свою продукцію в багато інших країн за межами Китаю».
У грудні 2019 він став генеральним директором Alphabet Inc.

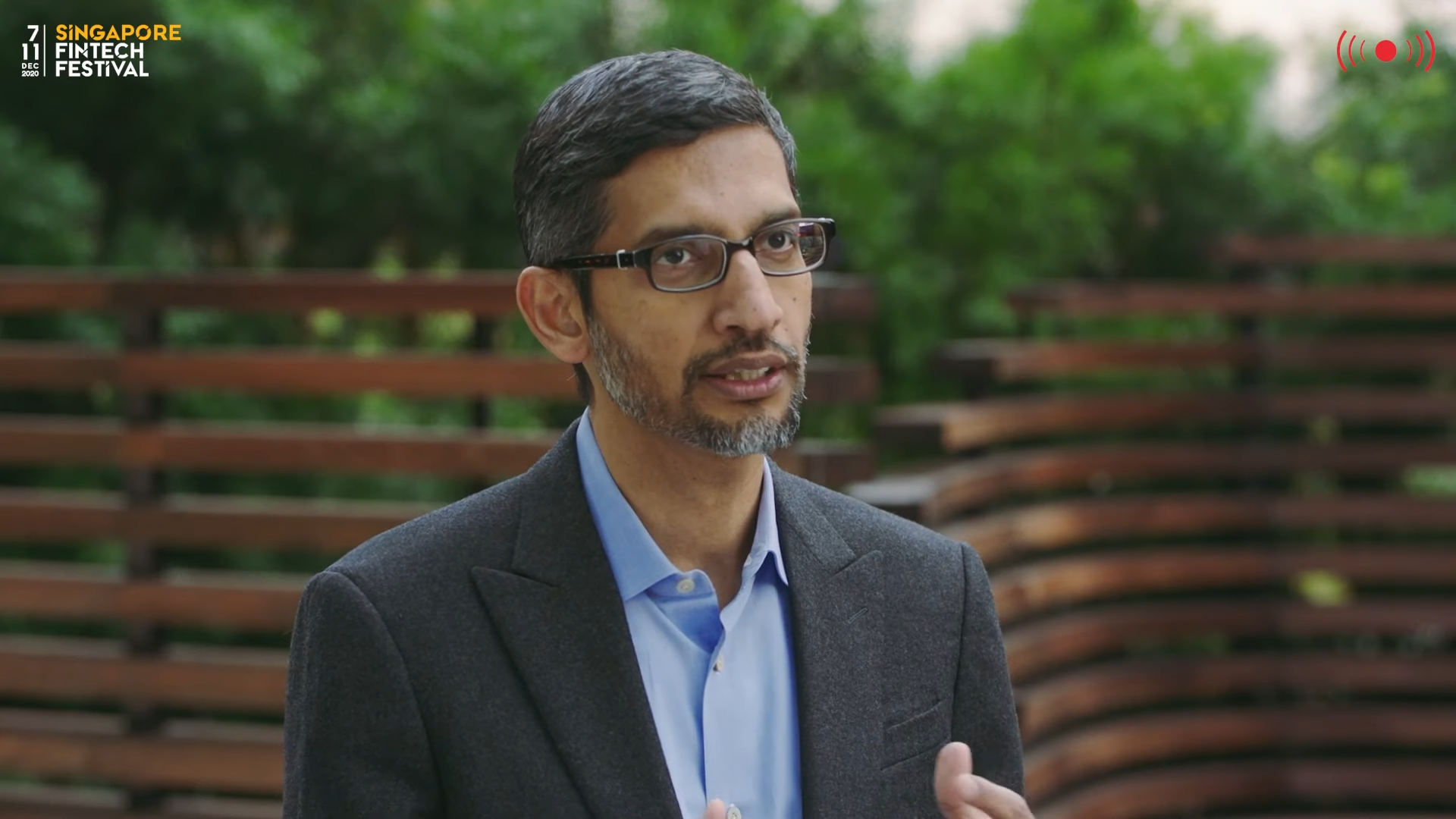
Пічаї виголошує віртуальну промову на Singapore FinTech Festival 2020

У грудні 2020 року Пічаї виголосив віртуальну промову на Сінгапурському фестивалі фінансових технологій, наголошуючи на інклюзивній цифровій економіці:
Спалах коронавірусу на роки прискорив впровадження цифрових інструментів і трендів … Інтернет-економіка Південно-Східної Азії наразі перебуває на порозі масштабної трансформації … У 2020 році понад 40 мільйонів людей у регіоні вперше підключилися до Інтернету — у чотири рази більше, ніж роком раніше … Хоча Covid прискорив використання цифрових інструментів, він також показав, скільки людей все ще залишаються позаду … Приблизно 1,7 мільярда людей у всьому світі все ще не мають банківських послуг, величезна частина африканських домогосподарств не має доступу до широкосмугового зв'язку, а мільйони жінок-підприємців не мають такого ж доступу до можливостей, як їхні колеги-чоловіки.
Наприкінці свого виступу Пічаї сказав:
Наша мета для постковідного світу — забезпечити якомога ширший і справедливий доступ до переваг технологій. Якщо ми зможемо це зробити, 2020 рік запам'ятається не як кінець світу, а як початок світу, який буде працювати краще для всіх.

## Свідчення Конгресу США

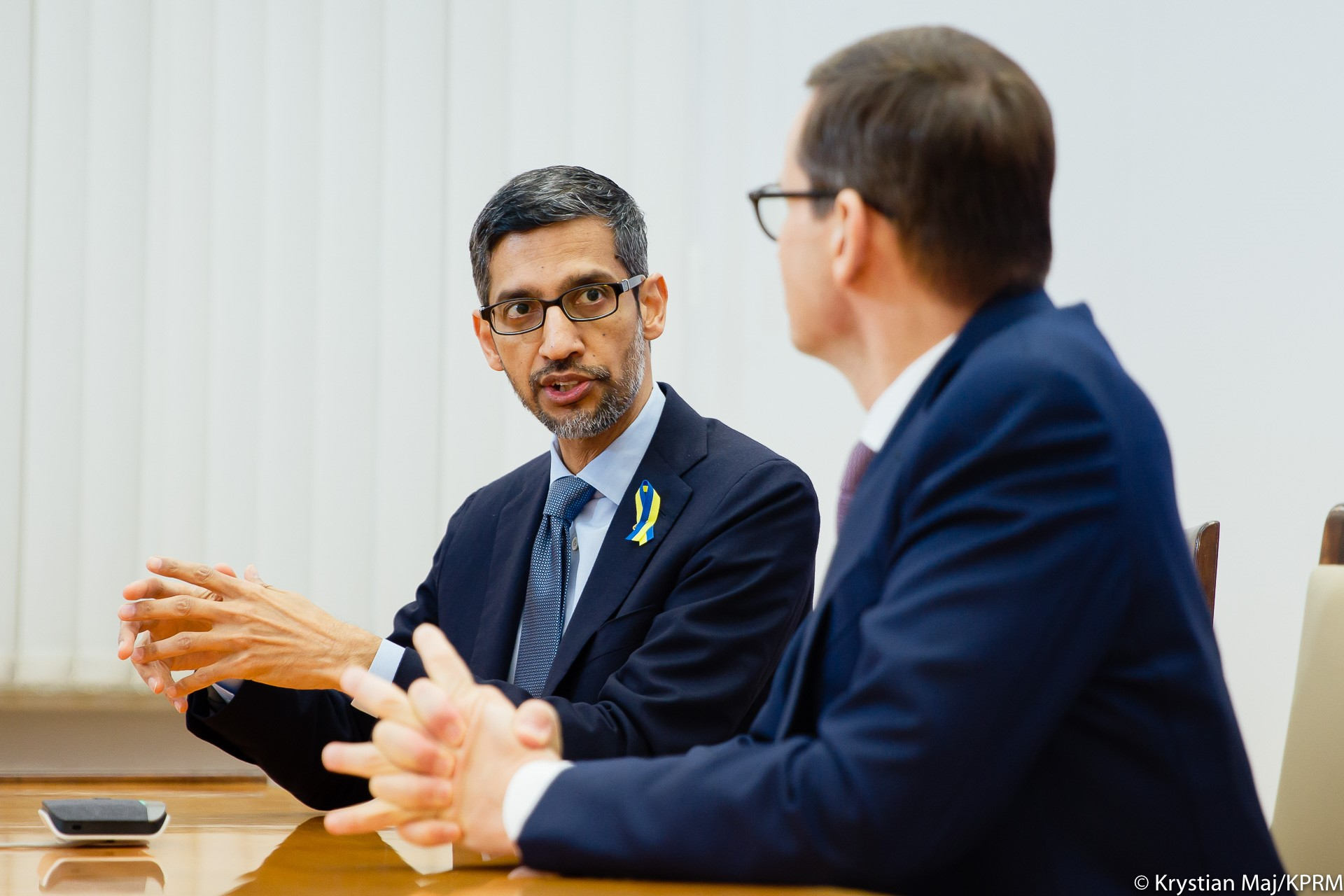
З прем'єр-міністром Польщі Матеушем Моравецьким

11 грудня 2018 року Судовий комітет Палати представників США допитав Сундара Пічаї щодо низки питань, пов'язаних із Google, таких як можлива політична упередженість на платформах Google, передбачувані плани компанії щодо «цензурованого пошукового додатка» в Китаї та його конфіденційність. У відповідь Пічаї повідомив комітету, що співробітники Google не можуть впливати на результати пошуку. Він також заявив, що користувачі Google можуть відмовитися від збору їхніх даних і що «поточних планів щодо цензурованої пошукової системи» в Китаї немає. Іссі Лаповскі з Wired охарактеризувала появу Пічаї перед комітетом як «велику втрачену можливість», оскільки, як вона написала, його члени «розташувалися на протилежних сторонах партизанської битви». 
У жовтні 2020 року Комітет Сенату США з питань торгівлі, науки та транспорту одноголосно проголосував за виклик Пічаї, а також генеральних директорів Facebook і Twitter, для дачі свідчень перед комітетом у питанні звільнення технологічної індустрії від вимог Закону про пристойність у комунікаціях 1934 року.

## Нагороди та визнання
У 2022 році Пічаї отримав «Падма Бхушан» — третю за значущістю цивільну нагороду уряду Індії.

## Особисте життя
Пічаї одружений з Анджалі Пічаї, має двох дітей. До його захоплень належать крикет і футбол.